# پشترا
پشترا شهری در استان پازارجیک کشور بلغارستان است که جمعیت آن در سال ۲۰۰۱ میلادی ۱۹٬۴۱۱ نفر بوده‌است.

## نگارخانه

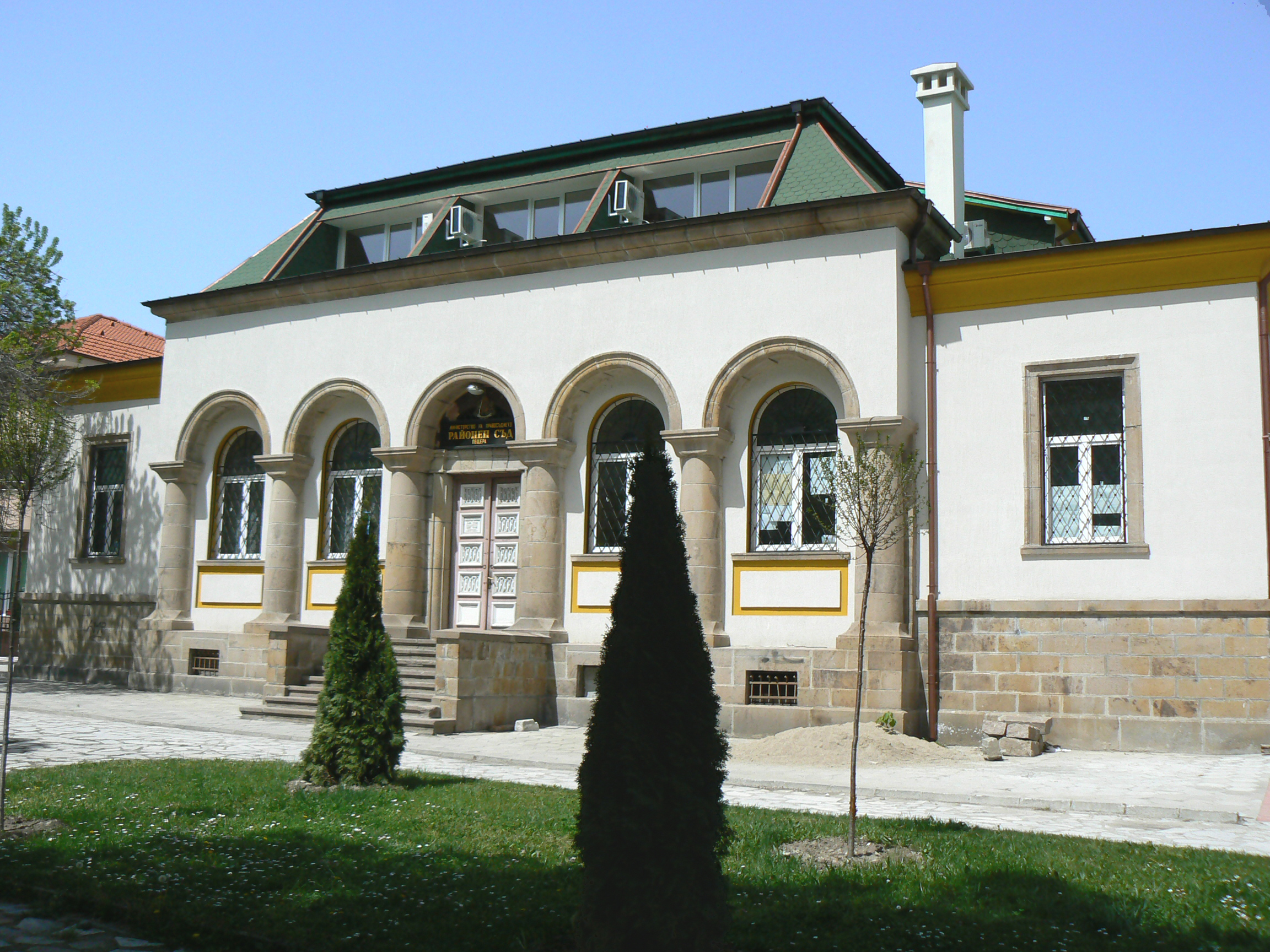
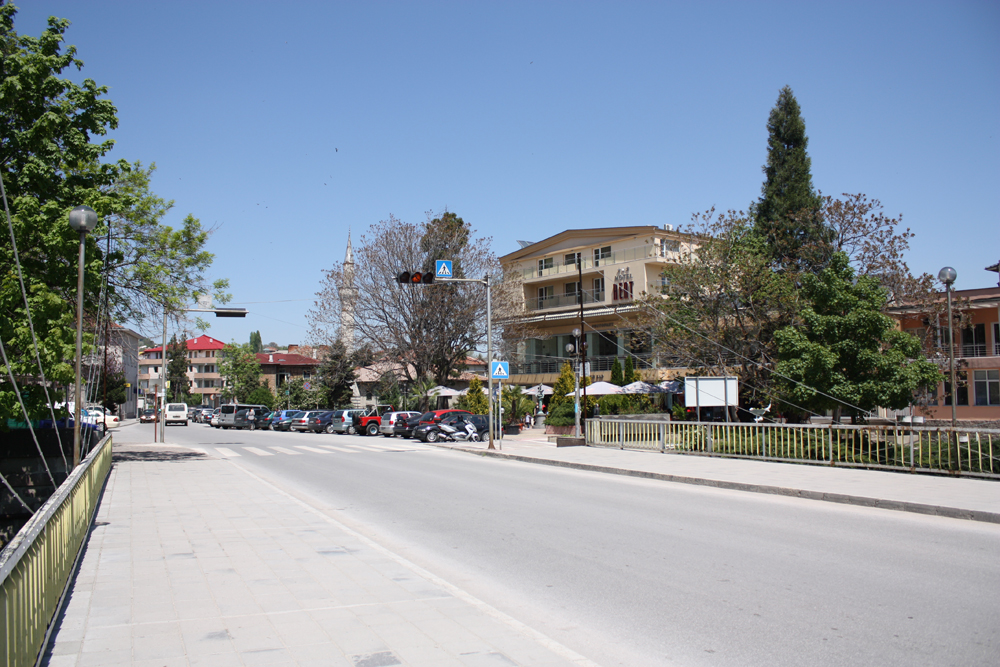
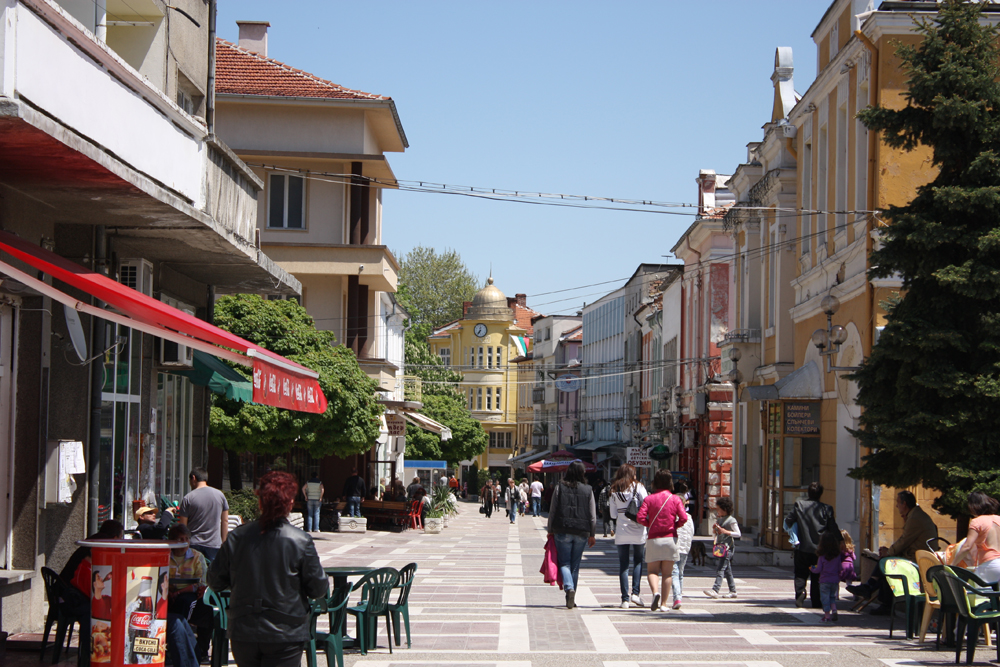
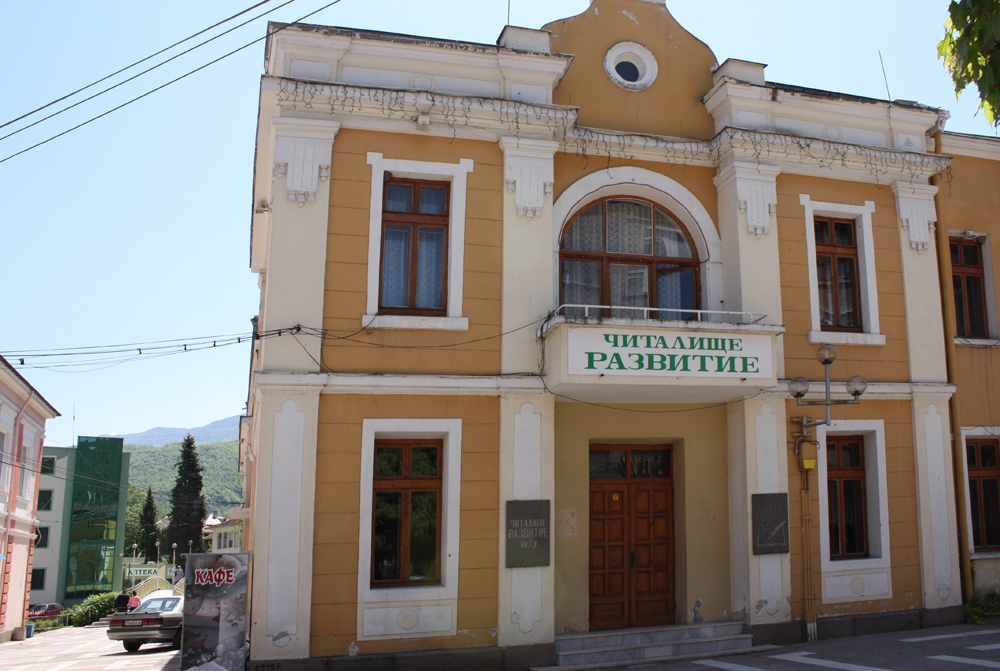
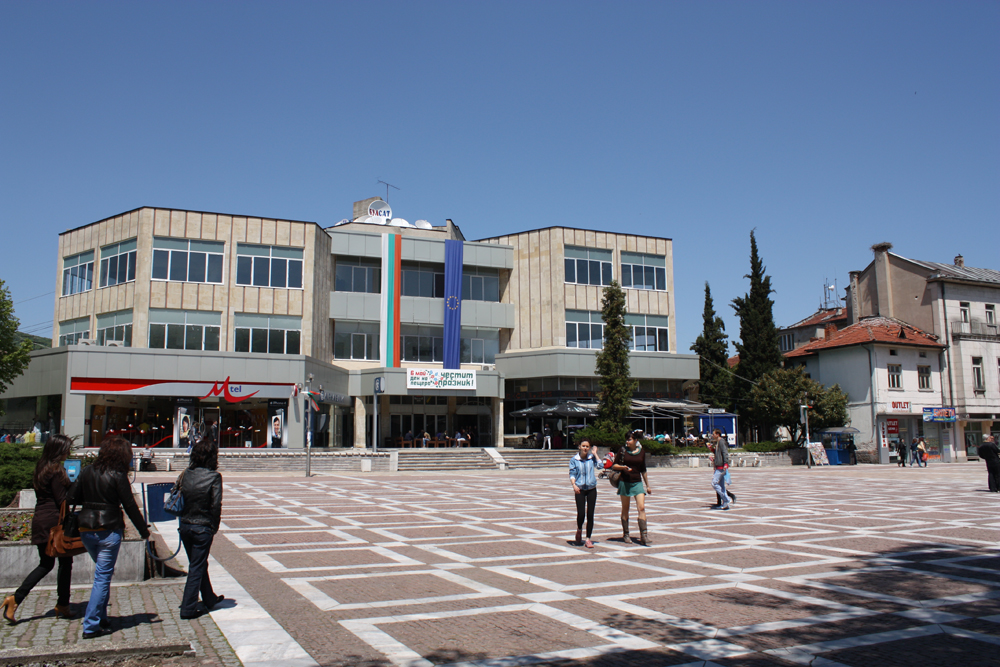
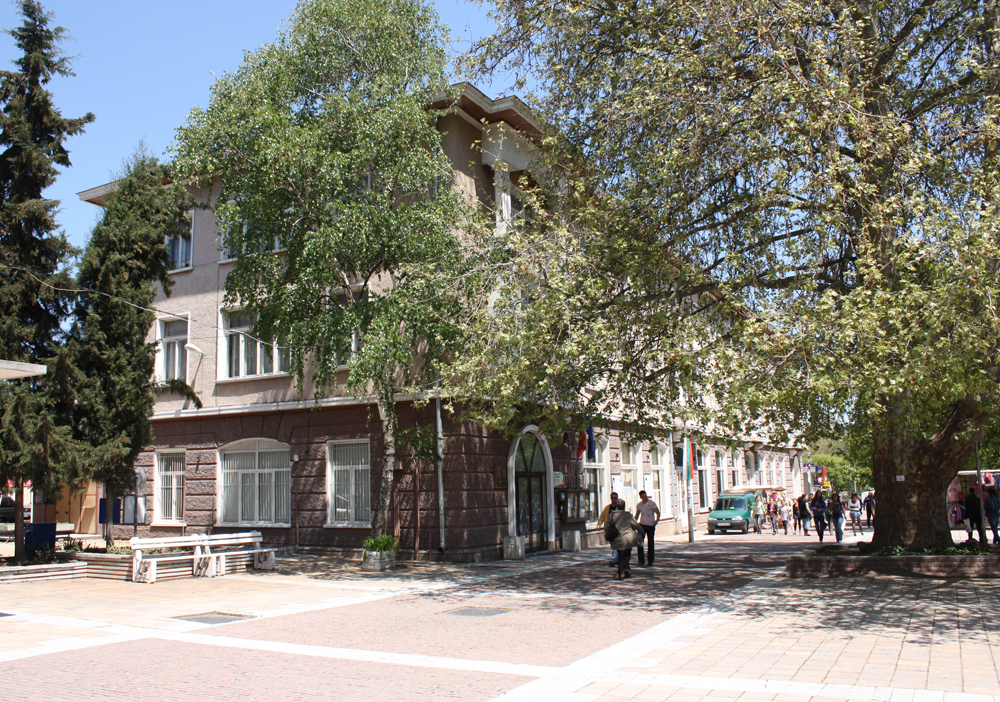
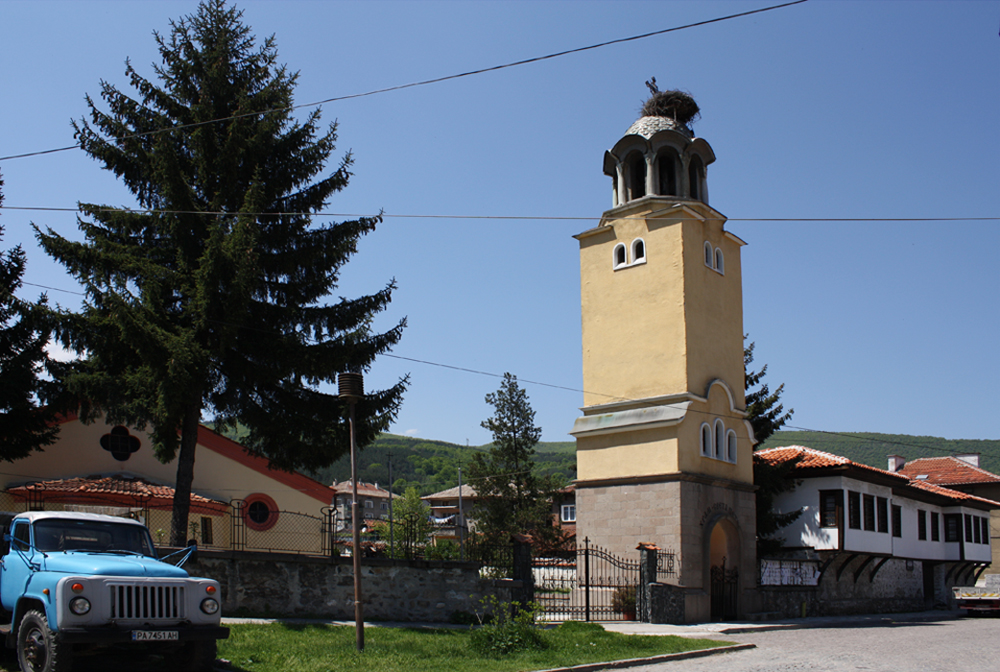
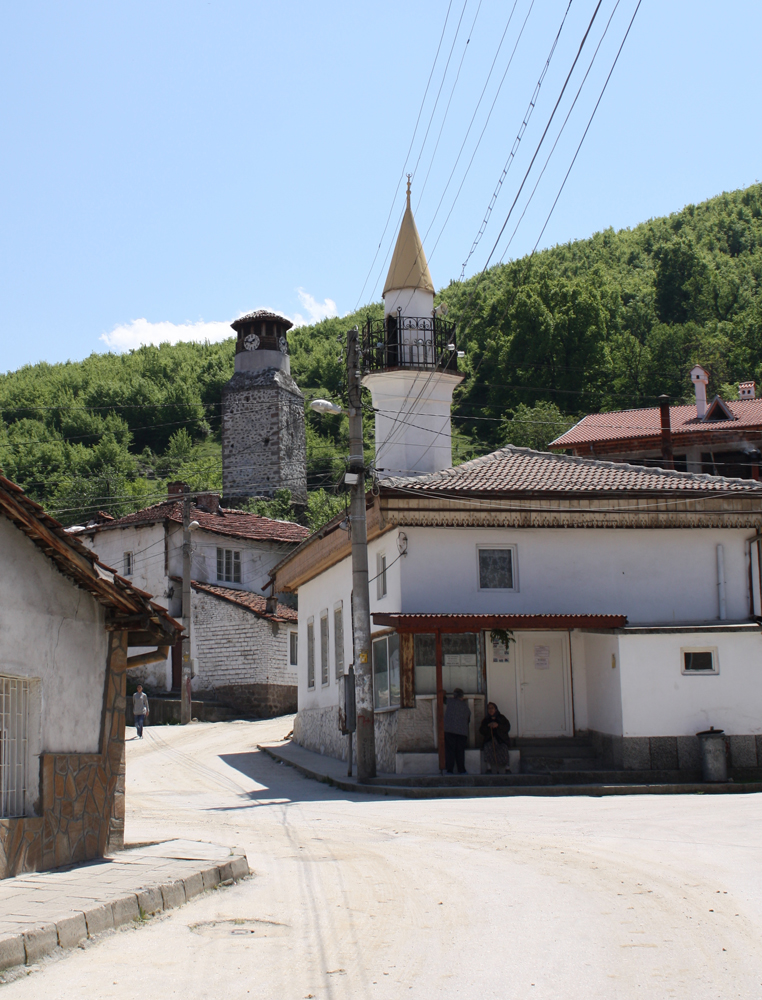
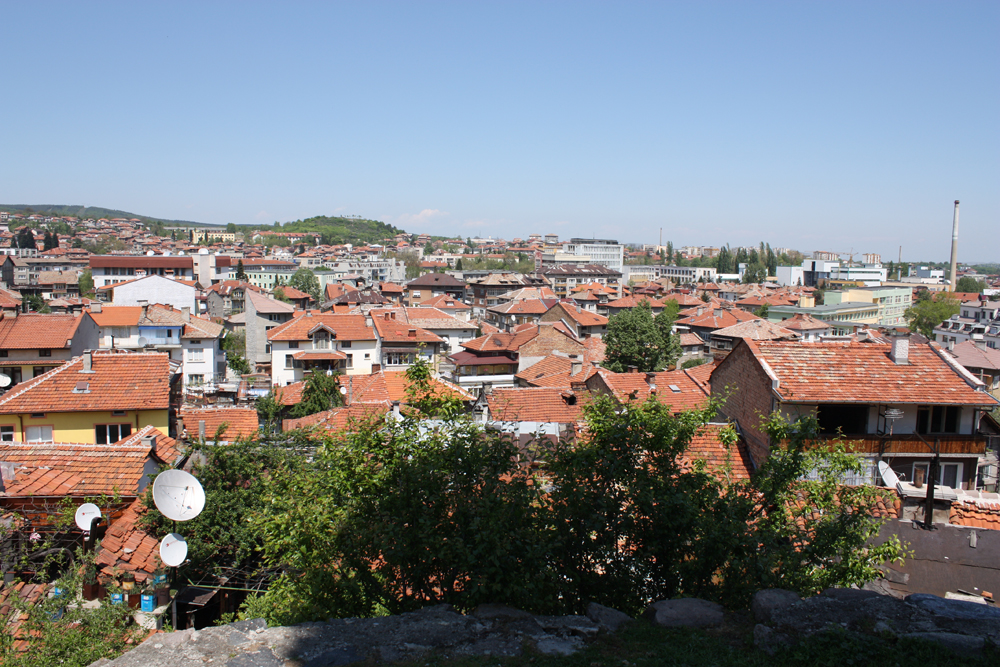